# Our Time Press
Our Time Press es un periódico semanal en inglés publicado en la Ciudad de Nueva York. El periódico fue fundado en febrero de 1996 por David Mark Greaves y Bernice Elizabeth Green.
El objetivo principal de "Our Time Press" es brindar información precisa, imparcial y de calidad a sus lectores. El periódico se enfoca en cubrir una amplia gama de temas, desde política y educación hasta cultura y eventos comunitarios. Su enfoque se centra en destacar historias de interés local y proporcionar una plataforma para que las voces de la comunidad sean escuchadas.

## Historia
Our Time Press fue fundado en febrero de 1996 por David Mark Greaves y Bernice Elizabeth Green. El periódico se fundó con el objetivo de proporcionar noticias y análisis sobre temas de interés para la comunidad latina de la Ciudad de Nueva York.
David Greaves  lo describió como "un periódico afroamericano. Hablamos desde una perspectiva afroamericana, o al menos tratamos de..." El enfoque está en el centro de Brooklyn a través de Fort Greene, Clinton Hill, Bed-Stuy, Crown Heights, Flatbush y Brownsville, aunque el subtítulo es "The Local Paper with the Global View"Es el periódico afroamericano más grande de Brooklyn.
En sus inicios, Our Time Press se publicaba en formato impreso. En 2007, el periódico lanzó su sitio web, que desde esa fecha es su principal plataforma de distribución.
Y en el año 2022 el periódico tuvo una circulación de unos 20 000 ejemplares.

## Reconocimientos
A lo largo de su trayectoria, "Our Time Press" ha recibido varios reconocimientos y premios por su destacada labor en el periodismo comunitario y su compromiso con la calidad de la información. A continuación, se presentan algunos de los reconocimientos y premios más destacados obtenidos por el periódico:
1. Premio de Periodismo Comunitario: "Our Time Press" ha sido galardonado en múltiples ocasiones con premios de periodismo comunitario por su destacada cobertura de temas locales y su enfoque inclusivo. Estos premios reconocen la labor del periódico en la promoción del diálogo y la participación ciudadana.
2. Premio a la Excelencia en la Cobertura de Temas Sociales: El periódico ha sido reconocido por su capacidad para destacar y analizar temas sociales relevantes en la comunidad de Bedford-Stuyvesant y sus alrededores. Este premio destaca la importancia del periodismo de investigación y el impacto positivo que puede tener en la sociedad.
3. Mención Honorífica por la Calidad de la Escritura: "Our Time Press" ha recibido menciones honoríficas por la calidad de su escritura y la excelencia en la redacción periodística. Estos reconocimientos resaltan la habilidad del periódico para comunicar de manera efectiva y clara la información a sus lectores.
4. Premio a la Diversidad en el Periodismo: El periódico ha sido premiado por su enfoque inclusivo y su compromiso con la representación equitativa de diversos grupos en sus noticias y reportajes. Este reconocimiento destaca el papel de "Our Time Press" en la promoción de la diversidad y la inclusión en el periodismo.